# Fife Airport

i7
i11
i13
Der Fife Airport (schottisch-gälisch Port-adhair Fìobha, ICAO-Code: EGPJ) ist ein unlizenzierter kleiner Flugplatz, der 3,7 km westlich von Glenrothes in der Council Area Fife in Schottland liegt.
Der Flugplatz wird von Tayside Aviation für das Piloten-Training benutzt. 1998 wurde es vom „Flyer“ -Magazin zum besten Flugplatz im Vereinigten Königreich gewählt. Am Flugplatz befindet sich auch das renommierte Restaurant Tipsy Nipper.
Fife Flying Club und Skydive St. Andrews sind beide am Fife Airport ansässig.